# Roxboro (Limerick)
Roxboro (irisch: Baile an Róistigh) ist ein Gebiet in Limerick etwas außerhalb des Stadtzentrums. Es umfasst hauptsächlich die Stadtteile Southhill, Janesboro, Rathbane, Kennedy Park und Glasgow Park. 
Krups hatte in Roxboro eine Fabrik, die bis zu 800 Menschen beschäftigte. Diese Fabrik wurde 1999 geschlossen, jedoch wurde der Standort in einen Industriepark umgestaltet mit Büros, einem Hotel und Einzelhandelsgeschäften.